# Інформаційна гігієна
Інформаційна гігієна -
область людських знань, що вивчає закономірності впливу на організм людини і суспільне здоров'я інформаційних потоків, що впливають на людину. Основною метою інформаційної гігієни є зменшення негативного впливу потоків інформації на психічне і фізичне здоров'я людини, а також соціальне благополуччя суспільства 
.
Термін Інформаційна гігієна прийшов в ужиток у зв'язку із розвитком інформаційних технологій та отримання людьми практично необмеженого доступу до потоків різноманітної інформації
.
Адекватні реакції на будь-які новини та події, перевірка достовірності і дотримання простих правил цифрової безпеки є ознакою вдалої інформаційної гігієни. В умовах постійного та сильного інформаційного потоку дотримання інформаційної гігієни, може захистити людину як від інформаційного маніпулювання, так і від його наслідків. Актуальною частиною інформаційної гігієни є здатність виявляти фейкову (неправдиву) інформацію 
.